# 特里利

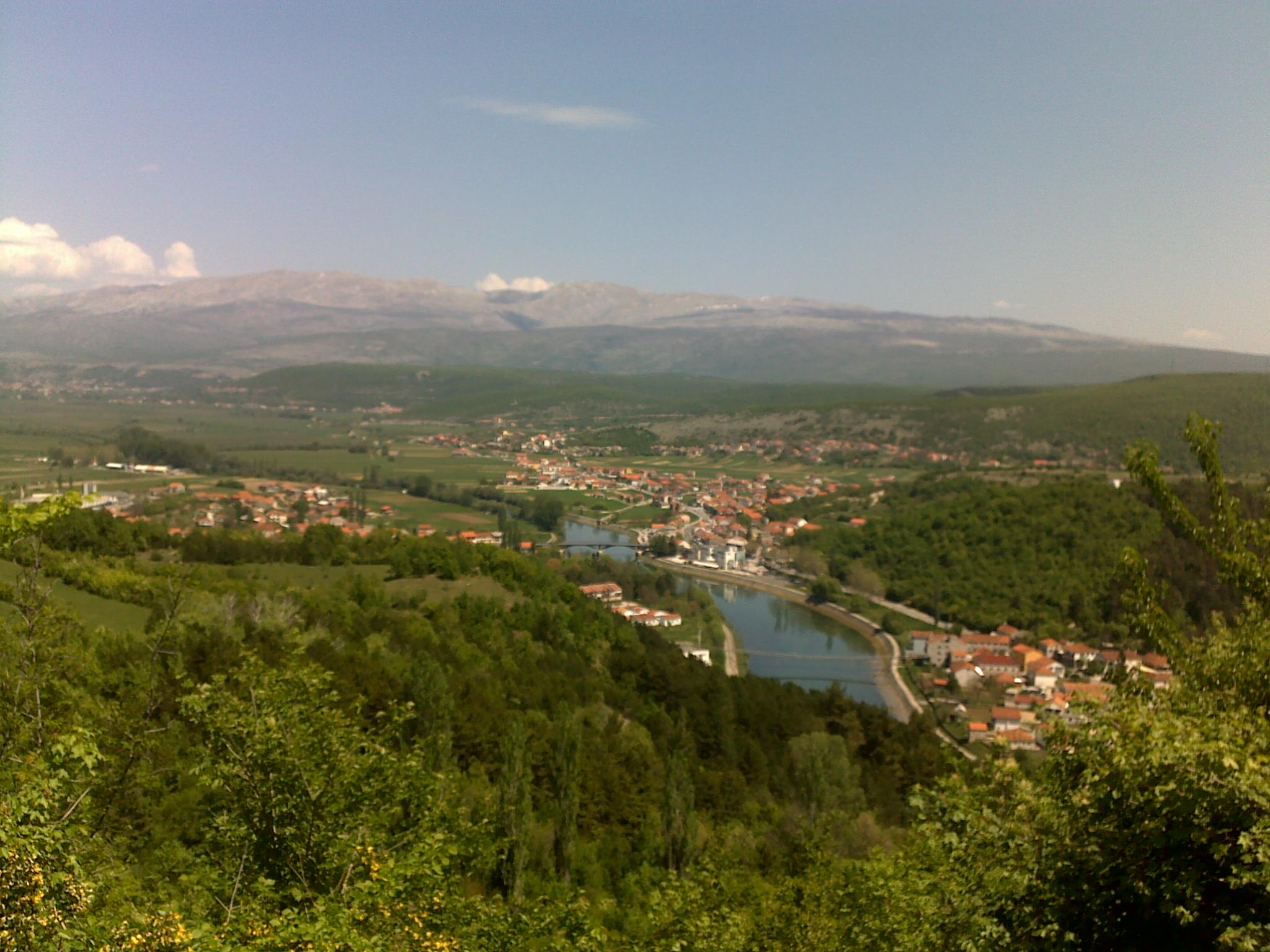

特里利是克羅地亞的城鎮，位於該國南部采蒂納河畔，由斯普利特-達爾馬提亞縣負責管轄，面積267平方公里，是熱門的旅遊地點，2001年人口10,799。

## 外部連結
- Trilj - Portal of Town Trilj (in Croatian)
- Town Trilj (in Croatian)

43°37′N 16°43′E / 43.617°N 16.717°E